# Пюльомтылькы
Пюльомтылькы (в верховье Кыпакикэ) — река в России, протекает по территории Ямало-Ненецкого автономного округа. Устье реки находится в 108 км по правому берегу реки Печчалькы. Длина реки составляет 44 км.

## Притоки
- 4 км: Таткыпапюльомтылькы (пр)
- 6 км: Кыпа-Пюльомтылькы (пр)

## Данные водного реестра
По данным государственного водного реестра России относится к Нижнеобскому бассейновому округу, водохозяйственный участок реки — Таз, речной подбассейн реки — подбассейн отсутствует. Речной бассейн реки — Таз.
Код объекта в государственном водном реестре — 15050000112115300067301.